# 누피디아
누피디아(영어: Nupedia)는 월드 와이드 웹을 기반으로 하고, 전문가의 검증을 통해 문서가 작성되는 자유 콘텐츠 백과사전이었다. 2000년 3월에 시작되어 2003년 9월까지 운영되었고, 현재 위키를 기반으로 하는 백과사전인 위키백과의 전신으로 여겨진다.
위키백과와는 달리, 누피디아는 위키를 기반으로 하지 않은 대신 광범위한 규모의 동료평가 과정을 거친다는 것이 특징이며, 다른 전문적인 백과사전에 필적하는 수준의 문서를 제작하도록 노력하였다. 누피디아는 전문가들의 자유 콘텐츠 지원을 통해 운영되었다. 
CNET은 2008년 6월, 누피디아를 현존하지 않는 웹사이트 중 인터넷의 역사상 가장 뛰어난 것 중 하나였다고 평가했다. 또한 위키백과보다도 훨씬 뛰어난 웹사이트라고 했다.

## 같이 보기
- 온라인 백과사전 목록
- 위키 목록